# Шассерио, Бенуа
Бенуа Шассерио (фр. Benoît Chassériau, 19 августа 1780 — 27 сентября 1844) — французский дипломат и секретный агент.

## Биография
Родился в 1780 году в Ла-Рошели. Очень рано начал карьеру: уже в 1798—1801 годах был финансовым контролёром двух провинций в Верхнем Египете, когда в результате Египетского похода Наполеона эти земли временно оказались под контролем Франции. В 1802 году отправился в Сан-Доминго, где стал генеральным секретарём в администрации генерала Жан-Луи Феррана, управлявшей восточной частью острова, которая перешла под юрисдикцию Франции по Базельскому мирному договору. После вторжения Наполеона в Испанию восточная часть острова вернулась под власть Испании, и Бенуа Шассерио оказался пленником. Он смог бежать, но возможности вернуться во Францию не было, так как на море господствовал британский флот и, поэтому он скитался по Антильским островам и континентальной части Испанской Америки.
В 1813 году Симон Боливар назначил Шассерио министром внутренних дел и полиции в Картахене-де-Индиас. В январе 1814 Бенуа Шассерио отправился из Картахены во главе отряда в 460 человек на 8 шхунах в Портобело, куда они прибыли 16 января, однако испанские правительственные войска отбили нападение. В 1816 году профинансировал экспедицию Боливара в Лос-Кайос. Затем Шассерио принимал участие в деятельности Колонии вина и оливок и был одним из основателей поселения Эглевиль.
В 1822 Бенуа Шассерио вернулся во Францию, где в 1823—1824 годах министр иностранных дел Шатобриан поручил ему две «неформальные миссии»: установить связь между правительствами Колумбии и Испании при посредничестве Франции, и обеспечить торговые отношения между Колумбией и французскими владениями на Карибах. В 1826—1830 годах работал на военно-морской департамент в качестве агента на датском острове Сент-Томас. В 1832—1833 годах был на том же Сент-Томасе уже в качестве представителя министерства иностранных дел. С 1835 года был аккредитован в качестве французского консула на Пуэрто-Рико.

## Семья и дети
В 1806 году Бенуа Шассерио женился на Мари Маделен Кур де ла Блакер. У них было пятеро детей:
- Фредерик-Виктор-Шарль Шассерио
- Теодор Шассерио
- Адель Шассерио
- Алин Шассерио[англ.]
- Эрнест Шассерио